# Pyramidenkogel
Pyramidenkogel je rozhledna na vrcholu stejnojmenné hory Pyramidenkogel (851 m) nad Wörthersee, na území korutanské obce Keutschach am See v okrese Klagenfurt-venkov. Svou výškou 100 m je nejvyšší dřevěnou rozhlednou na světě.

## Historie
Současná rozhledna je již třetí stavbou svého druhu na vrcholu Pyramidenkogel. První z nich byla postavena v roce 1950 a jednalo se o dřevěnou 27 metrů vysokou rozhlednu. V roce 1968 ji nahradila 54 metrů vysoká železobetonová rozhledna. Architekt Gustav Wetzlinger ji komponoval jako betonový sloup se třemi pentagonálními vyhlídkovými plošinami na vrcholu. Dne 12. října 2012 byla tato betonová věž vyhozena do povětří.
Nová rozhledna se začala stavět v roce 2012. Architekty byli Markus Klaura, Dietmar Kaden, projektantem Markus Lackner a celá stavba stála 8 milionů €. Rozhledna byla otevřena 20. června 2013. 

## Technické parametry
Stavba věže o celkové výšce 100 m a hmotnosti 800 t probíhala podle statických výpočtů konstrukce softwarem RSTAB. Má spirálovitý tvar a skládá se ze 16 spirálovitě zakřivených lepených modřínových sloupů s profilem 32/144 cm. Sloupy jsou v 10 „patrech“ spojeny ocelovými prstenci. Nosnou konstrukci ještě zpevňují diagonální táhla z ocelových trubek, vedená od paty věže k její špičce. Věž má tři volně pochozí vyhlídkové plošiny a tzv. Sky Box – prostor uzavřený skleněnými okny. Na nejnižší vyhlídkovou rampu lze vyjet rychlovýtahem s prosklenou kabinou pro 16 osob, doba jízdy je necelých 30 s. Věž nese na špičce 18 m vysoký stožár s rozhlasovými vysílači pro celé Korutany. Kuriozitou je spirálovitě vedená 120 m dlouhá vnitřní skluzavka, po které mohou dolů odvážlivci sjíždět na zapůjčených podložkách do přízemí rychlostí až 25 km/h. Na betonovém základu v přízemí slouží návštěvníkům restaurace a prodejna suvenýrů.